# Tutto ciò che siamo
Tutto ciò che siamo (The Sum of Us) è un film del 1994 diretto da Geoff Burton e Kevin Bowling.
La pellicola, basata sulla pièce di David Stevens The Sum of Us, ruota attorno all'intenso e particolare rapporto tra un uomo, Harry (Thompson), e il figlio ventiquattrenne gay Jeff (Crowe), entrambi alla ricerca della felicità attraverso l'amore.

## Trama
Sydney, anni novanta: dopo la morte della moglie, Harry vive col figlio Jeff, gay dichiarato, tentando in maniera a volte eccessiva di aiutarlo a trovare il fidanzato. Contemporaneamente, anche lui tramite una agenzia matrimoniale cerca di ritrovare un po' di felicità conoscendo e frequentando Joyce, una vedova dalle idee più tradizionali.

## Produzione
Gli interpreti principali sono Russell Crowe, Jack Thompson, John Polson e Deborah Kennedy. La sceneggiatura del film è tratta dalla omonima commedia di David Stevens.

## Distribuzione
Il film è stato distribuito nelle sale cinematografiche australiane nel luglio 1994. Dopo essere stato presentato in vari festival cinematografici internazionali, il film è stato distribuito negli Stati Uniti e nel Regno Unito nel marzo 1995. In Italia è stato distribuito direttamente per il mercato home video.

## Riconoscimenti
- 1994 - AFI Award
  - Miglior sceneggiatura non originale a David Stevens
  - Nomination Miglior film
  - Nomination Miglior attore non protagonista a John Polson
  - Nomination Miglior attrice non protagonista a Deborah Kennedy
  - Nomination Miglior suono
  - Nomination Miglior montaggio
- 1994 - Montréal World Film Festival
  - Miglior sceneggiatura a David Stevens
- 1995 - Cleveland International Film Festival
  - Miglior film
- 1995 - Film Critics Circle of Australia Awards
  - Miglior attore a Jack Thompson
  - Miglior attore non protagonista a John Polson
  - Miglior sceneggiatura non originale a David Stevens